# Hylaeus triangulum
Hylaeus triangulum är en biart som beskrevs av Fabricius 1793. Hylaeus triangulum ingår i släktet citronbin, och familjen korttungebin. Inga underarter finns listade i Catalogue of Life.